# Henry Tucker Montresor
 (mai 2011).
Si vous disposez d'ouvrages ou d'articles de référence ou si vous connaissez des sites web de qualité traitant du thème abordé ici, merci de compléter l'article en donnant les références utiles à sa vérifiabilité et en les liant à la section « Notes et références ».
Henry Tucker Montresor, né le 18 avril 1767 et mort le 10 mars 1837, fut un militaire britannique en rapport étroit avec les affaires de Corse et d'Italie sous la Révolution et l'Empire.

## Biographie
Il naît le 18 avril 1767, de John Montresor et d'une sœur du lieutenant général Sir Samuel Auchmuty. La famille Montresor de Nash Court, dans le Kent, est une famille de militaires d'origine huguenote[réf. nécessaire].
Il épouse Lady Sondes en premières noces en janvier 1809, puis Annetta Cage en secondes noces, en avril 1822. Il aura au total six enfants.

## Carrière militaire
Nommé second lieutenant du 23e d'infanterie en 1779, puis lieutenant d'abord, capitaine ensuite du 104e en 1783, il progresse régulièrement. Il sert à Gibraltar et en Italie. Participant au siège de Calvi, il y est nommé commandant. Il commande ensuite un régiment corse au service du roi Georges III.En 1796, il prend part aux opérations qui permettent de chasser les Français de Corse lors de la création de l'éphémère Royaume anglo-corse ; après la fin de cette campagne, il est nommé commandant de l'île d'Elbe. 
Il est en Égypte contre les Français puis occupe des fonctions militaires en Angleterre, Écosse, Jamaïque[réf. nécessaire] où capturé sur un vaisseau il est échangé.
Après avoir servi en Irlande et à Walcheren, Montresor reparaît en Sicile puis en Italie sous les ordres de Lord William Cavendish-Bentinck (expédition de Gènes)[réf. nécessaire]. 
Au printemps 1814, le major général Montresor occupe Bastia avec ses troupes anglo-siciliennes. Il tente de rallier la ville et la Corse à un rattachement à la couronne britannique, obtient quelques ralliements mais finalement Louis XVIII est reconnu en Corse[réf. nécessaire].
Il finit sa carrière comme lieutenant général[réf. nécessaire]. Il reçoit d'autre part le rang de Commandeur de l'Ordre du Bain (KCB) et de Grand-Croix de l'ordre royal des Guelfes (GCH).